# Хамфри, Крид
Крид Хамфри (англ. Creed Humphrey; 28 июня 1999, Шони, Оклахома) — профессиональный американский футболист, выступающий на позиции центра в клубе НФЛ «Канзас-Сити Чифс». На студенческом уровне играл за команду Оклахомского университета. На драфте НФЛ 2021 года был выбран во втором раунде.

## Биография
Крид Хамфри родился 28 июня 1999 года в Шони в штате Оклахома. Там же окончил старшую школу, в составе её футбольной команды играл на позициях центра и линейного защиты. На момент выпуска Хамфри входил в десятку лучших молодых игроков Оклахомы по версиям ESPN, 247Sports и Rivals.

### Любительская карьера
В январе 2017 года Хамфри поступил в Оклахомский университет. Первый сезон он провёл в статусе освобождённого игрока, тренируясь с командой, но не принимая участия в матчах. В футбольном турнире NCAA он дебютировал в 2018 году, сыграв в четырнадцати матчах, в том числе в двенадцати в стартовом составе команды. По итогам года Хамфри был включён в сборную новичков сезона по версиям The Athletic и Ассоциации футбольных журналистов Америки, линия нападения Оклахомы с ним в составе была признана лучшей в NCAA.
В 2019 году Хамфри сыграл в четырнадцати матчах сезона. В 799 проведённых на поле розыгрышах он не пропустил ни одного сэка. По результатам опроса главных тренеров его признали Линейным нападения года в конференции Big 12, он был включён в состав сборной звёзд конференции и стал одним из финалистов Римингтон Трофи. В 2020 году Хамфри сыграл одиннадцать матчей без пропущенных сэков и второй раз подряд стал лучшим линейным конференции. По оценкам сайта Pro Football Focus он занял четвёртое место среди центров NCAA.

### Профессиональная карьера
Перед драфтом НФЛ 2021 года аналитик сайта Bleacher Report Брэндон Торн сравнивал Хамфри с Максом Унгером и прогнозировал ему выбор в конце первого раунда. К плюсам игрока он относил большой игровой опыт, физическую силу и агрессивность, навыки чтения действий соперника, умение вести борьбу, не теряя равновесия. Среди недостатков Торн отмечал проблемы в игре против защитников с длинными руками, склонность опускать голову при контакте, что приводит к проигрышу борьбы быстро реагирующим на это соперникам, а также возраст — на первой неделе чемпионата Хамфри исполнялось 24 года.
На драфте Хамфри был выбран «Канзас-Сити Чифс» во втором раунде под общим 63 номером. В мае он подписал с клубом контракт на четыре года, сумма соглашения составила 5,6 млн долларов. В регулярном чемпионате 2021 года Хамфри проявил себя как один из лучших линейных нападения в НФЛ. Он сыграл в стартовом составе Чифс семнадцать матчей, все в стартовом составе, допустив всего четыре нарушения правил. Сайт Pro Football Focus включил его в состав сборной звёзд сезона, где он стал единственным новичком. По оценкам издания Хамфри стал лучшим среди центров лиги.